# Villa Hammelmann
Koordinaten: 50° 13′ 23″ N, 8° 37′ 30,9″ O

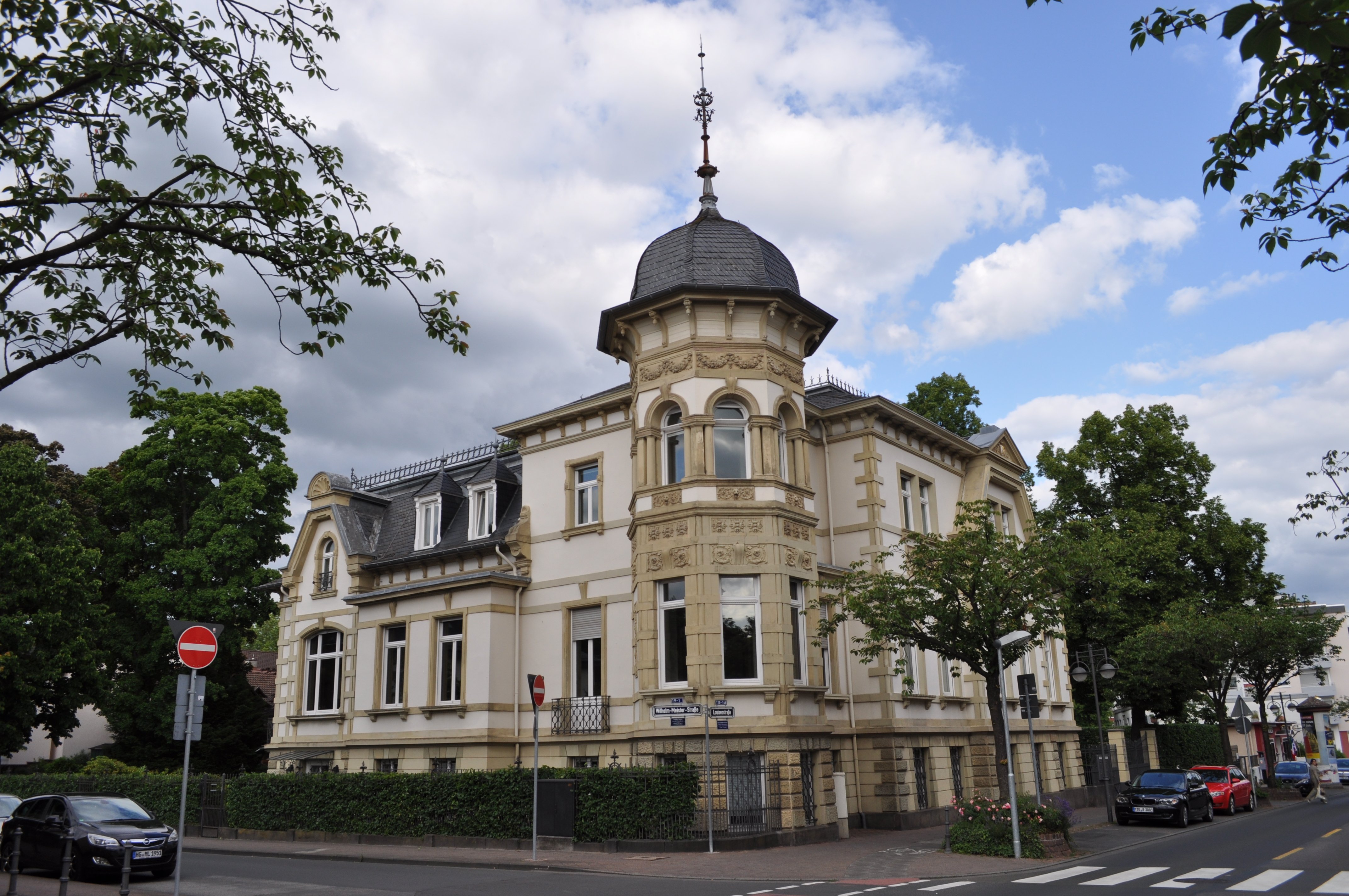
Villa Hammelmann

Die Villa Hammelmann ist ein denkmalgeschütztes, ehemaliges großbürgerliches Wohnhaus in Bad Homburg vor der Höhe, auf dem Eckgrundstück Louisenstraße 120 / Wilhelm Meister-Straße.
Die Villa wurde zusammen mit dem zugehörigen Stall- und Remisengebäude 1892–1893 von Louis Jacobi erbaut, der als Geheimer Baurat in der Zeit von 1856 bis 1910 durch bedeutende Bauwerke das Stadtbild von Bad Homburg wie kein anderer Baumeister prägte. Das architekturgeschichtlich bedeutende Gebäude wurde nebst der malerischen Fachwerk-Remise als großzügiger Familiensitz für Heinrich Hammelmann erbaut. Die Villa fällt im Stadtbild durch ihre reiche Fassadengestaltung und den polygonalen Eckturm mit Glockenhaube an der Straßenecke auf. Stilistisch ist die Architektur an Renaissance und Barock angelehnt, auch die gut erhaltene Innengestaltung mit einer repräsentativen Halle, aufwendiger Treppenanlage, farbig verglasten Fenstern und Lichtkuppeln, Parkett und Vertäfelungen ist barock gehalten.
Der aus mehreren Revieren bestehende Garten ist parkartig mit verschlungenen Wegen, Rasenflächen, Steingarten, Gehölzern und prächtigen Bäumen angelegt. Die Gartenplanung lehnte sich an die Gestaltung des historischen Kurparks von Bad Homburg an und wurde deshalb auch als Kulturdenkmal geschützt.
1984 erwarb die Stadt Bad Homburg das Gebäude, das sie bereits ab 1973 als Mieter nutzte. Die Stadt hatte dort das Stadtarchiv, das Hutmuseum und das Heimatmuseum untergebracht. Nachdem Stadtarchiv und Museum in das Gotische Haus umgezogen waren, wurde das Anwesen 2002 durch die Sauerborn Trust AG (Ende 2004 mit UBS Deutschland AG verschmolzen) erworben, in enger Zusammenarbeit mit der Denkmalschutzbehörde grundsaniert und mit moderner technischer Ausstattung versehen. Die Sauerborn Trust bzw. die UBS nutzten die Villa Hammelmann als Family-Office, in dem sie das Vermögen von ca. 100 Familien oder Familiengesellschaften verwalteten und betreuten. Mit Bau des neuen Verwaltungsgebäudes Opernturm für die UBS endete diese Nutzung und das Anwesen wurde von zwei Bad Homburger Bürgern privat erworben, die die sehr repräsentativen Räumlichkeiten mit ihrer 1988 gegründeten und in Bad Homburg ansässigen Beratungs-, Management- und Service-Gruppe 2011 bezogen haben.
Ende des Jahres 2020 hat die gemeinnützige Else Kröner-Fresenius-Stiftung die Villa Hammelmann gemietet.